# Stazione meteorologica di Roma Urbe

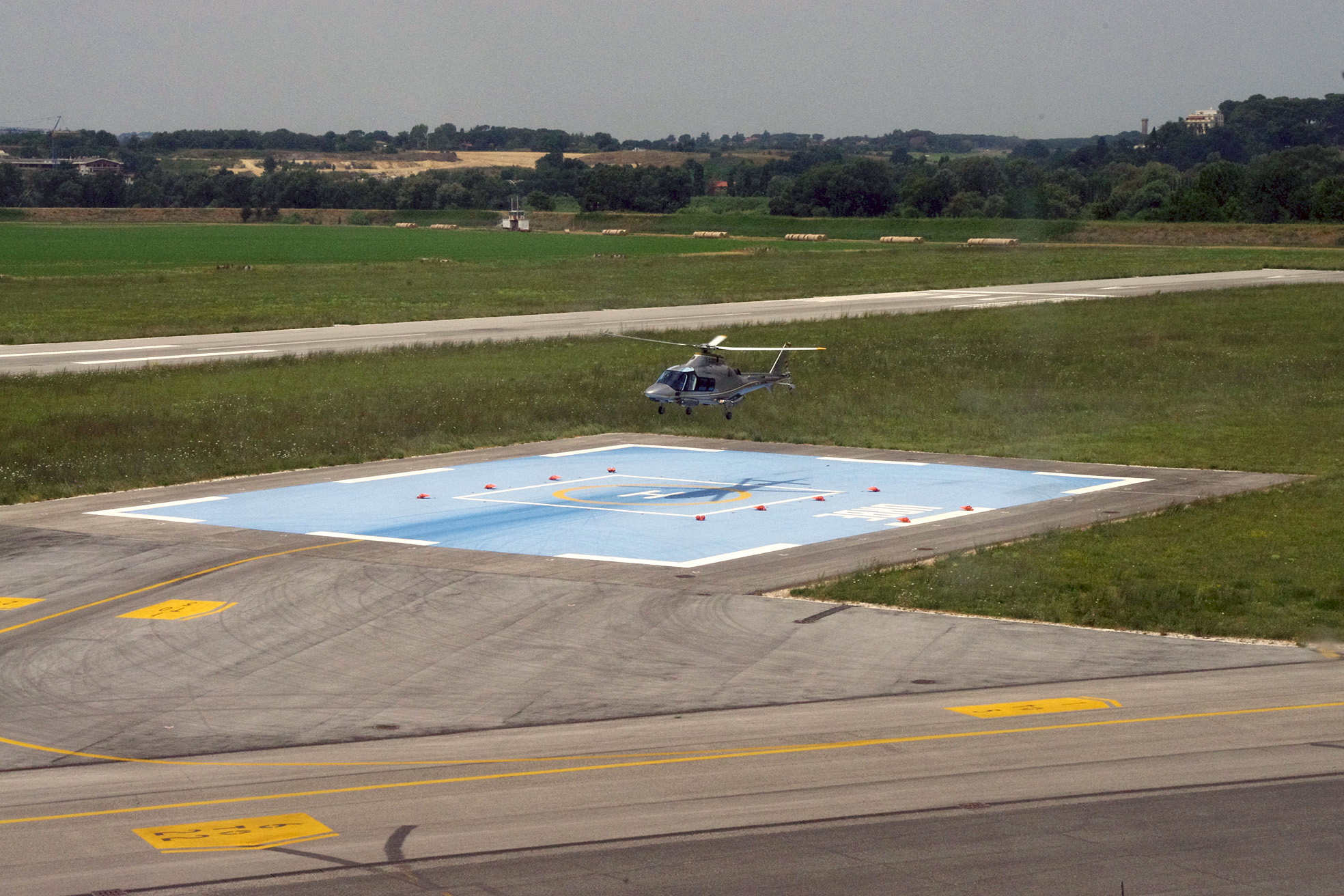
Veduta dell'area di ubicazione della stazione meteorologica

La stazione meteorologica di Roma Urbe è la stazione meteorologica di riferimento per il Servizio Meteorologico dell'Aeronautica Militare e per l'Organizzazione Mondiale della Meteorologia, relativa all'area settentrionale di Roma.

## Caratteristiche
La stazione meteorologica, gestita dall'ENAV, è situata nell'Italia centrale, nel Lazio, nella parte settentrionale del comune di Roma, all'interno dell'area dell'aeroporto di Roma-Urbe, a 24 metri s.l.m. e alle coordinate geografiche 41°57′11.83″N 12°29′59.38″E.

## Medie climatiche ufficiali

### Dati climatologici 1971-2000
In base alle medie climatiche del trentennio 1971-2000, le più recenti in uso, la temperatura media del mese più freddo, gennaio, è di +7,4 °C, mentre quella del mese più caldo, agosto, è di +24,5 °C; mediamente si contano 28 giorni di gelo all'anno (9 volte a gennaio, 7 a febbraio, 3 a marzo, 2 a novembre e 7 a dicembre) e 63 giorni annui con temperatura massima uguale o superiore ai 30 °C (una volta a maggio, 9 a giugno, 23 a luglio, 23 ad agosto e 7 a settembre). Nel trentennio esaminato, i valori estremi di temperatura massima sono i +40,0 °C del luglio 1983 (valore però inferiore ai +40,5 °C registrati nell'agosto 2007, ai +40,4 °C dell'agosto 1956, e ai +40,7 °C registrati alla fine di giugno 2022). Invece il valore estremo di temperatura minima è di -9,8 °C del gennaio 1985.
Le precipitazioni medie annue si attestano a 799 mm, mediamente distribuite in 79 giorni, con minimo in estate, picco massimo in autunno e massimo secondario in inverno per gli accumuli totali stagionali.
L'umidità relativa media annua fa registrare il valore di 72,9% con minimo di 67% a luglio e massimi di 79% a novembre e a dicembre; mediamente si contano 33 giorni all'anno con episodi nebbiosi.
Di seguito è riportata la tabella con le medie climatiche e i valori massimi e minimi assoluti registrati nel trentennio 1971-2000 e pubblicati nell'Atlante Climatico d'Italia del Servizio Meteorologico dell'Aeronautica Militare relativo al medesimo trentennio.
| Roma Urbe (1971-2000)           | Mesi        | Mesi        | Mesi        | Mesi        | Mesi        | Mesi        | Mesi        | Mesi        | Mesi        | Mesi        | Mesi        | Mesi        | Stagioni | Stagioni | Stagioni | Stagioni | Anno  |
| Roma Urbe (1971-2000)           | Gen         | Feb         | Mar         | Apr         | Mag         | Giu         | Lug         | Ago         | Set         | Ott         | Nov         | Dic         | Inv      | Pri      | Est      | Aut      | Anno  |
| ------------------------------- | ----------- | ----------- | ----------- | ----------- | ----------- | ----------- | ----------- | ----------- | ----------- | ----------- | ----------- | ----------- | -------- | -------- | -------- | -------- | ----- |
| T. max. media (°C)              | 12,6        | 14,0        | 16,5        | 18,9        | 23,9        | 28,1        | 31,5        | 31,7        | 27,5        | 22,4        | 16,5        | 13,2        | 13,3     | 19,8     | 30,4     | 22,1     | 21,4  |
| T. min. media (°C)              | 2,1         | 2,7         | 4,3         | 6,8         | 10,8        | 14,3        | 16,9        | 17,3        | 14,3        | 10,5        | 5,8         | 3,1         | 2,6      | 7,3      | 16,2     | 10,2     | 9,1   |
| T. max. assoluta (°C)           | 20,2 (1994) | 23,6 (1990) | 27,0 (1981) | 28,3 (1977) | 34,1 (1977) | 40,5 (1982) | 40,0 (1983) | 40,4 (2000) | 39,6 (1982) | 32,4 (1995) | 26,0 (1992) | 22,8 (1989) | 23,6     | 34,1     | 40,5     | 39,6     | 40,5  |
| T. min. assoluta (°C)           | −9,8 (1985) | −6,0 (1975) | −6,0 (1987) | −2,5 (1995) | 3,7 (1995)  | 6,2 (1975)  | 9,8 (1991)  | 8,6 (1978)  | 5,4 (1971)  | −2,7 (1971) | −7,2 (1973) | −5,4 (1980) | −9,8     | −6,0     | 6,2      | −7,2     | −9,8  |
| Giorni di calura (Tmax ≥ 30 °C) | 0           | 0           | 0           | 0           | 1           | 9           | 23          | 23          | 7           | 0           | 0           | 0           | 0        | 1        | 55       | 7        | 63    |
| Giorni di gelo (Tmin ≤ 0 °C)    | 9           | 7           | 3           | 0           | 0           | 0           | 0           | 0           | 0           | 0           | 2           | 7           | 23       | 3        | 0        | 2        | 28    |
| Precipitazioni (mm)             | 69,5        | 75,8        | 59,0        | 76,2        | 49,1        | 40,7        | 21,0        | 34,1        | 71,8        | 107,0       | 109,9       | 84,4        | 229,7    | 184,3    | 95,8     | 288,7    | 798,5 |
| Giorni di pioggia               | 8           | 7           | 8           | 9           | 6           | 4           | 2           | 3           | 6           | 8           | 9           | 9           | 24       | 23       | 9        | 23       | 79    |
| Giorni di nebbia                | 5           | 4           | 3           | 3           | 2           | 1           | 0           | 0           | 1           | 4           | 5           | 5           | 14       | 8        | 1        | 10       | 33    |
| Umidità relativa media (%)      | 77          | 72          | 72          | 72          | 72          | 69          | 67          | 69          | 71          | 76          | 79          | 79          | 76       | 72       | 68,3     | 75,3     | 72,9  |

### Dati climatologici 1961-1990
Secondo i dati medi del trentennio 1961-1990, ancora in uso per l'Organizzazione meteorologica mondiale e definita Climate Normal (CLINO), la temperatura media del mese più freddo, gennaio, si attesta a +7,0 °C, mentre quella del mese più caldo, luglio, è di +24,0 °C; si registrano, mediamente, 33 giorni di gelo all'anno. Nel medesimo trentennio, la temperatura minima assoluta ha toccato i -9,8 °C nel gennaio 1985 (media delle minime assolute annue di -5,5 °C), mentre la massima assoluta ha fatto registrare i +40,0 °C nel luglio 1983 (media delle massime assolute annue di +36,9 °C).
La nuvolosità media annua si attesta a 3,5 okta, con minimo di 1,8 okta a luglio e massimi di 4,3 okta a febbraio e a novembre.
Le precipitazioni medie annue si attestano a 837 mm annui, distribuite mediamente in 81 giorni, con picco in autunno e minimo estivo.
L'umidità relativa media annua fa registrare il valore di 73,5 % con minimo di 68 % a luglio e massimo di 80 % a dicembre.
| Roma Urbe (1961-1990)        | Mesi        | Mesi        | Mesi        | Mesi        | Mesi        | Mesi        | Mesi        | Mesi        | Mesi        | Mesi        | Mesi        | Mesi        | Stagioni | Stagioni | Stagioni | Stagioni | Anno  |
| Roma Urbe (1961-1990)        | Gen         | Feb         | Mar         | Apr         | Mag         | Giu         | Lug         | Ago         | Set         | Ott         | Nov         | Dic         | Inv      | Pri      | Est      | Aut      | Anno  |
| ---------------------------- | ----------- | ----------- | ----------- | ----------- | ----------- | ----------- | ----------- | ----------- | ----------- | ----------- | ----------- | ----------- | -------- | -------- | -------- | -------- | ----- |
| T. max. media (°C)           | 12,1        | 13,7        | 16,1        | 19,2        | 23,8        | 27,7        | 31,2        | 30,9        | 27,6        | 22,6        | 16,7        | 12,8        | 12,9     | 19,7     | 29,9     | 22,3     | 21,2  |
| T. min. media (°C)           | 1,9         | 3,0         | 4,5         | 7,1         | 10,7        | 14,3        | 16,7        | 16,9        | 14,3        | 10,3        | 6,1         | 3,0         | 2,6      | 7,4      | 16,0     | 10,2     | 9,1   |
| T. max. assoluta (°C)        | 20,6 (1965) | 23,6 (1990) | 27,0 (1981) | 28,3 (1977) | 33,1 (1977) | 37,0 (1965) | 40,0 (1983) | 39,4 (1981) | 37,6 (1982) | 31,2 (1990) | 25,5 (1968) | 22,8 (1989) | 23,6     | 33,1     | 40,0     | 37,6     | 40,0  |
| T. min. assoluta (°C)        | −9,8 (1985) | −7,0 (1964) | −6,0 (1987) | −2,1 (1970) | −0,4 (1970) | 6,0 (1962)  | 9,8 (1970)  | 8,6 (1978)  | 5,4 (1971)  | −2,7 (1971) | −7,2 (1973) | −5,4 (1980) | −9,8     | −6,0     | 6,0      | −7,2     | −9,8  |
| Giorni di gelo (Tmin ≤ 0 °C) | 11          | 7           | 4           | 0           | 0           | 0           | 0           | 0           | 0           | 0           | 3           | 8           | 26       | 4        | 0        | 3        | 33    |
| Nuvolosità (okta al giorno)  | 4,1         | 4,3         | 4,2         | 4,2         | 3,7         | 3,1         | 1,8         | 2,2         | 2,7         | 3,1         | 4,3         | 4,2         | 4,2      | 4,0      | 2,4      | 3,4      | 3,5   |
| Precipitazioni (mm)          | 82,6        | 76,0        | 68,0        | 68,2        | 47,3        | 41,0        | 22,7        | 36,1        | 75,0        | 107,7       | 120,2       | 92,5        | 251,1    | 183,5    | 99,8     | 302,9    | 837,3 |
| Giorni di pioggia            | 9           | 8           | 9           | 8           | 6           | 4           | 2           | 3           | 5           | 7           | 10          | 10          | 27       | 23       | 9        | 22       | 81    |
| Umidità relativa media (%)   | 79          | 75          | 72          | 72          | 72          | 70          | 68          | 69          | 71          | 75          | 79          | 80          | 78       | 72       | 69       | 75       | 73,5  |

### Dati climatologici 1951-1980
In base alle medie climatiche del periodo 1951-1980, effettivamente elaborata a partire dal 1952, la temperatura media del mese più caldo, agosto, si attesta a +23,5 °C, mentre la temperatura media del mese più freddo, gennaio, fa registrare il valore di +7,4 °C.
Nel trentennio esaminato, la temperatura massima più elevata di +40,4 °C risale all'agosto 1956, mentre la temperatura minima più bassa di -7,2 °C fu registrata nel novembre 1973.
| Roma Urbe (1951-1980) | Mesi        | Mesi        | Mesi        | Mesi        | Mesi        | Mesi        | Mesi        | Mesi        | Mesi        | Mesi        | Mesi        | Mesi        | Stagioni | Stagioni | Stagioni | Stagioni | Anno |
| Roma Urbe (1951-1980) | Gen         | Feb         | Mar         | Apr         | Mag         | Giu         | Lug         | Ago         | Set         | Ott         | Nov         | Dic         | Inv      | Pri      | Est      | Aut      | Anno |
| --------------------- | ----------- | ----------- | ----------- | ----------- | ----------- | ----------- | ----------- | ----------- | ----------- | ----------- | ----------- | ----------- | -------- | -------- | -------- | -------- | ---- |
| T. max. media (°C)    | 12,1        | 13,8        | 15,9        | 18,7        | 23,4        | 27,4        | 30,4        | 30,4        | 26,9        | 22,1        | 16,7        | 12,7        | 12,9     | 19,3     | 29,4     | 21,9     | 20,9 |
| T. min. media (°C)    | 2,6         | 3,6         | 4,9         | 7,0         | 10,6        | 14,4        | 16,4        | 16,6        | 14,2        | 10,0        | 6,5         | 3,4         | 3,2      | 7,5      | 15,8     | 10,2     | 9,2  |
| T. max. assoluta (°C) | 20,6 (1965) | 22,0 (1966) | 26,0 (1977) | 28,3 (1977) | 33,1 (1977) | 37,0 (1965) | 39,0 (1967) | 40,4 (1956) | 35,4 (1975) | 31,5 (1958) | 25,5 (1968) | 20,2 (1954) | 22,0     | 33,1     | 40,4     | 35,4     | 40,4 |
| T. min. assoluta (°C) | −7,0 (1963) | −7,0 (1964) | −5,0 (1956) | −2,1 (1970) | −0,4 (1970) | 6,0 (1962)  | 9,8 (1970)  | 8,6 (1978)  | 5,4 (1971)  | −2,7 (1971) | −7,2 (1973) | −5,4 (1973) | −7,0     | −5,0     | 6,0      | −7,2     | −7,2 |

## Valori estremi

### Temperature estreme mensili dal 1951 ad oggi
Nella tabella sottostante sono riportate le temperature estreme mensili dal 1951 ad oggi, con il relativo anno in cui sono state registrate. Nel periodo esaminato, la temperatura minima assoluta ha toccato i -9,8 °C nel gennaio 1985 mentre la massima assoluta ha raggiunto i +40,5 °C nell'agosto 2007.
| Roma Urbe (1951-2023) | Mesi        | Mesi        | Mesi        | Mesi        | Mesi        | Mesi        | Mesi              | Mesi        | Mesi        | Mesi        | Mesi        | Mesi              | Stagioni | Stagioni | Stagioni | Stagioni | Anno |
| Roma Urbe (1951-2023) | Gen         | Feb         | Mar         | Apr         | Mag         | Giu         | Lug               | Ago         | Set         | Ott         | Nov         | Dic               | Inv      | Pri      | Est      | Aut      | Anno |
| --------------------- | ----------- | ----------- | ----------- | ----------- | ----------- | ----------- | ----------------- | ----------- | ----------- | ----------- | ----------- | ----------------- | -------- | -------- | -------- | -------- | ---- |
| T. max. assoluta (°C) | 20,6 (1965) | 23,6 (1990) | 28,0 (1991) | 30,4 (2013) | 34,0 (2022) | 40,0 (2022) | 40,0 (1983, 2023) | 40,5 (2007) | 37,6 (1982) | 33,0 (2023) | 27,0 (2004) | 22,8 (1989)       | 23,6     | 34,0     | 40,5     | 37,6     | 40,5 |
| T. min. assoluta (°C) | −9,8 (1985) | −9,0 (2012) | −6,0 (1987) | −2,5 (1995) | −0,4 (1970) | 6,0 (1962)  | 9,8 (1970, 1991)  | 8,6 (1978)  | 3,7 (2008)  | −2,7 (1971) | −7,2 (1973) | −7,3 (2007, 2010) | −9,8     | −6,0     | 6,0      | −7,2     | −9,8 |